# Berit Behring
Berit Iréne Behring, född 18 oktober 1966, är en svensk företagsledare som är Sverigechef för den danska bankkoncernen Danske Bank A/S och vd för filialen Danske Bank i Sverige sedan 1 april 2017.
Hon har tidigare arbetat för Svenska Handelsbanken, BNP Paribas, Alfred Berg, ABN Amro och Nordea, hon kom till Danske Bank 2007.
Behring avlade en kandidatexamen i nationalekonomi och statistik vid Örebro universitet. Hon har även tagit utbildningar i ledarskap vid London Business School och Harvard Business School samt strategisk ledning vid Wharton School.